# Kamil Hornoch
Kamil Hornoch (narozen 5. prosince 1972) je český astronom. Od roku 2007 pracuje v Astronomickém ústavu Akademie věd v Ondřejově, kde se věnuje výzkumu planetek. Již před tím se však astronomií zabýval jako amatér a z té doby jsou známy především jeho objevy nov v galaxiích M31 a M81. Roku 2006 mu Pacifická astronomická společnost udělila ocenění Amateur Achievement Award.

## Astronomie
Astronomií se Kamil Hornoch zabývá od roku 1984. O rok později se začal věnovat odborným pozorováním komet, meteorů, sluneční fotosféry, proměnných hvězd, planet a zákrytů hvězd.
Většinu svých objevů udělal na základě pozorování 35 cm zrcadlovým dalekohledem z malé soukromé hvězdárny v Lelekovicích u Brna.
Ačkoliv používá CCD kameru, má také dobré výsledky při vizuálních odhadech jasností hvězd (s fotometricky potvrzenou přesností 0,03 magnitudy). Uznání si získal díky svým početným odhadům a měřením jasností a pozic komet a proměnných hvězd a měřením pozic planetek.
V roce 1993 spoluobjevil (s Janem Kyselým) novou proměnnou hvězdu ES UMa.

### Novy
V létě roku 2002 Kamil Hornoch pořídil sérii snímků okolí jádra galaxie M31 v souhvězdí Andromedy a objevil svou první extragalaktickou novu. Od té doby se galaxie M31 stala jeho oblíbeným pozorovatelským cílem. Do léta 2009 měl na svém kontě jako objevitel či spoluobjevitel přes 120 nov, na podzim 2013 přes 230 a k polovině roku 2015 již 290 nov.
Mezi nimi objevil také dvě novy v galaxii M81 na snímcích Pavla Cagaše pořízených 26,5 cm zrcadlovým dalekohledem 8. a 11. dubna 2007. Do té doby ještě žádná nova nebyla objevena tak malým dalekohledem v takové vzdálenosti. Jedna z nich, označovaná M81 2007 3, dosáhla o šest dní později poměrně výjimečné absolutní hvězdné velikosti -10 a zdánlivé hvězdné velikosti 17,6 a stala se do té doby nejjasnější objevenou novou v M81.

### Vědecká činnost

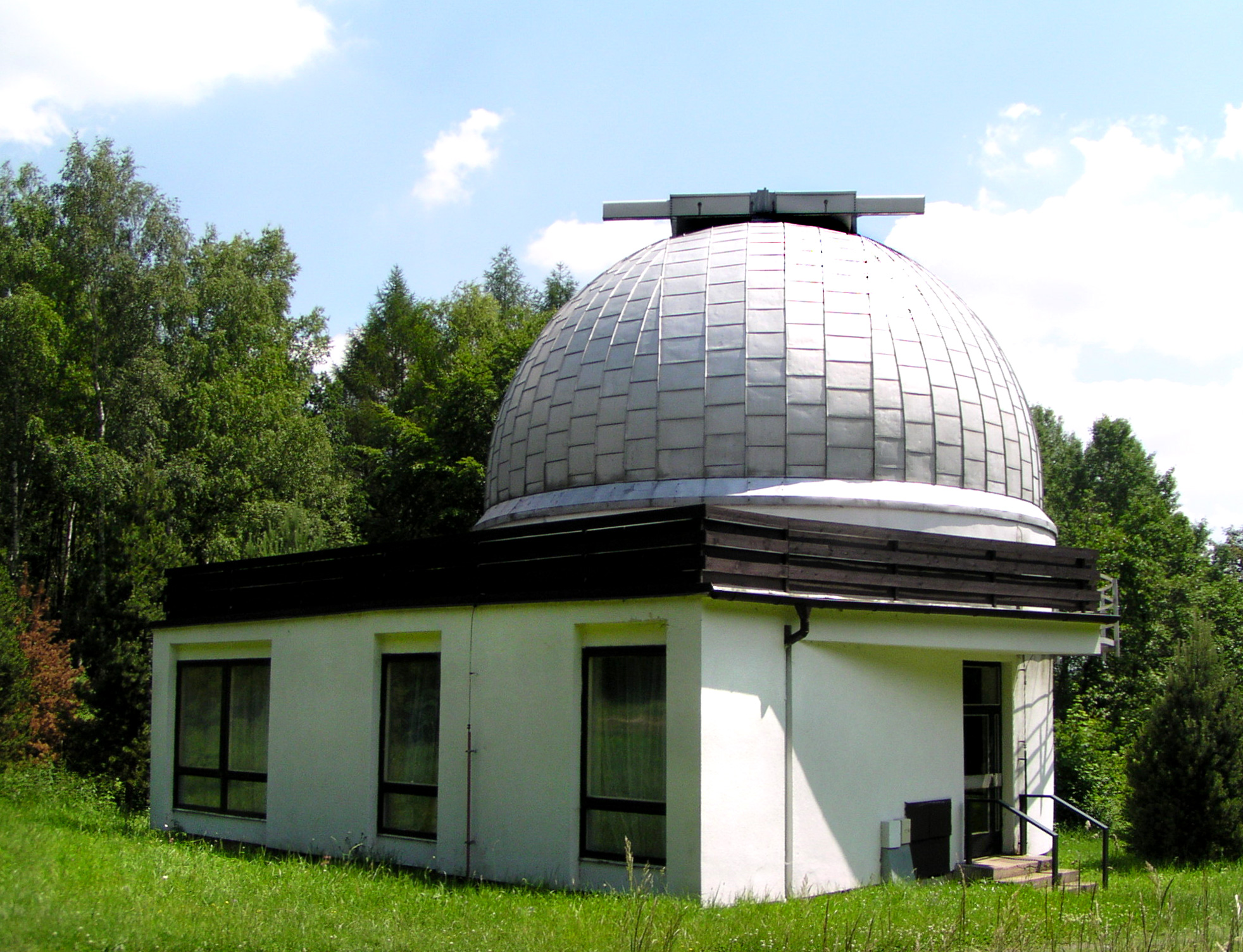
Budova 0,65-m dalekohledu v Astronomickém ústavu na Ondřejově – pracoviště Kamila Hornocha

Kamil Hornoch byl dříve živnostníkem a pozorováním se zabýval amatérsky. V roce 2007 nastoupil do Astronomického ústavu v Ondřejově. Zde pracuje s 0,65m dalekohledem v oddělení meziplanetární hmoty. Jeho hlavní náplní je fotometrické pozorování planetek, především binárních (dvojitých).
Je členem České astronomické společnosti, kde pracuje v sekci pozorovatelů proměnných hvězd i ve Společnosti pro meziplanetární hmotu.

### Uznání
Roku 1996 se Kamil Hornoch stal první osobou, která obdržela od České astronomické společnosti nově založenou Cenu Zdeňka Kvíze za svou činnost v oblasti meziplanetární hmoty.
V roce 2003 obdržel od Sekce pozorovatelů proměnných hvězd České astronomické společnosti Cenu Jindřicha Šilhána Proměnář roku.
Největšího mezinárodního uznání se mu dostalo roku 2006, kdy získal tzv. Amateur Achievement Award, prestižní ocenění americké Pacifické astronomické společnosti. Cenu převzal v rámci astronomického kongresu v Praze.
V roce 2001 byla na jeho počest podle návrhu Lenky Šarounové (nyní Kotkové) pojmenována planetka hlavního pásu (14124) Kamil.